# Internationaux de Strasbourg 2024 - Qualificazioni singolare
Le qualificazioni del singolare del Internationaux de Strasbourg 2024 sono state un torneo di tennis preliminare per accedere alla fase finale della manifestazione disputate il 18 e 19 maggio 2024. Le vincitrici dell'ultimo turno sono entrate di diritto nel tabellone principale. In caso di ritiro di una o più giocatrici aventi diritto a questi sono subentrati i Lucky loser, ossia i giocatori che hanno perso nell'ultimo turno ma che avevano una classifica più alta rispetto agli altri partecipanti che avevano comunque perso nel turno finale.

## Teste di serie
1. Marie Bouzková (ultimo turno)
2. Julija Putinceva (qualificata)
3. Magdalena Fręch (qualificata)
4. Sofia Kenin (primo turno)

1. Ashlyn Krueger (ultimo turno)
2. Cristina Bucșa (qualificata)
3. Daria Saville (ultimo turno)
4. Ėrika Andreeva (qualificata)

## Qualificate
1. Cristina Bucșa
2. Julija Putinceva

1. Magdalena Fręch
2. Ėrika Andreeva

## Tabellone

### Legenda
| - Q = Qualificato - WC = Wild card - LL = Lucky loser | - ALT = Alternate - SE = Special Exempt - PR = Protected Ranking | - w/o = Walkover - r = Ritirato - d = Squalificato |

### Sezione 1
|  | Primo turno | Primo turno     | Primo turno     | Primo turno | Primo turno |  |  | Ultimo turno | Ultimo turno   | Ultimo turno | Ultimo turno | Ultimo turno |  |
|  |             |                 |                 |             |             |  |  |              |                |              |              |              |  |
|  | 1           | Marie Bouzková  | Marie Bouzková  | 6           | 6           |  |  |              |                |              |              |              |  |
|  |             | Jessika Ponchet | Jessika Ponchet | 4           | 1           |  |  | 1            | Marie Bouzková | 4            | 6            | 4            |  |
|  | WC          | Sofia Šapatava  | Sofia Šapatava  | 3           | 3           |  |  | 6            | Cristina Bucșa | 6            | 2            | 6            |  |
|  | 6           | Cristina Bucșa  | Cristina Bucșa  | 6           | 6           |  |  |              |                |              |              |              |  |

### Sezione 2
|  | Primo turno | Primo turno      | Primo turno      | Primo turno | Primo turno |  |  | Ultimo turno | Ultimo turno     | Ultimo turno | Ultimo turno | Ultimo turno |  |
|  |             |                  |                  |             |             |  |  |              |                  |              |              |              |  |
|  | 2           | Julija Putinceva | Julija Putinceva | 6           | 6           |  |  |              |                  |              |              |              |  |
|  |             | Ankita Raina     | Ankita Raina     | 1           | 0           |  |  | 2            | Julija Putinceva | 6            | 0            | 6            |  |
|  | Alt         | Vera Zvonarëva   | Vera Zvonarëva   | 0           | 0           |  |  | 5            | Ashlyn Krueger   | 1            | 6            | 3            |  |
|  | 5           | Ashlyn Krueger   | Ashlyn Krueger   | 6           | 6           |  |  |              |                  |              |              |              |  |

### Sezione 3
|  | Primo turno | Primo turno     | Primo turno     | Primo turno | Primo turno |  |  | Ultimo turno | Ultimo turno    | Ultimo turno | Ultimo turno | Ultimo turno |  |
|  |             |                 |                 |             |             |  |  |              |                 |              |              |              |  |
|  | 3           | Magdalena Fręch | Magdalena Fręch | 6           | 6           |  |  |              |                 |              |              |              |  |
|  |             | Jana Kolodjnska | Jana Kolodjnska | 2           | 1           |  |  | 3            | Magdalena Fręch | 3            | 6            | 6            |  |
|  | WC          | Amandine Hesse  | Amandine Hesse  | 1           | 1           |  |  | 7            | Daria Saville   | 6            | 4            | 3            |  |
|  | 7           | Daria Saville   | Daria Saville   | 6           | 6           |  |  |              |                 |              |              |              |  |

### Sezione 4
|  | Primo turno | Primo turno    | Primo turno    | Primo turno | Primo turno |  |  | Ultimo turno | Ultimo turno   | Ultimo turno   | Ultimo turno | Ultimo turno |  |
|  |             |                |                |             |             |  |  |              |                |                |              |              |  |
|  | 4           | Sofia Kenin    | Sofia Kenin    | 4           | 64          |  |  |              |                |                |              |              |  |
|  |             | Chloé Paquet   | Chloé Paquet   | 6           | 7           |  |  |              | Chloé Paquet   | Chloé Paquet   | 3            | 5            |  |
|  |             | Elsa Jacquemot | Elsa Jacquemot | 3           | 4           |  |  | 8            | Ėrika Andreeva | Ėrika Andreeva | 6            | 7            |  |
|  | 8           | Ėrika Andreeva | Ėrika Andreeva | 6           | 6           |  |  |              |                |                |              |              |  |